# 万莲街道
万莲街道，是中华人民共和国辽宁省沈阳市沈河区下辖的一个乡镇级行政单位。

## 行政区划
万莲街道下辖以下地区：
六0六所社区、万柳塘社区、沈空社区、大万莲社区、先农坛社区、泉园社区、清泉社区、泉富社区和松泉社区。